# Burg Castelberg
Die Burg Castelberg ist die Ruine einer Höhenburg unterhalb von Luven am Eingang zum Val Lumnezia im Kanton Graubünden in der Schweiz.

## Lage
Sie steht auf einem bewaldeten kleinen Hügel auf der linken Talseite am Rand des Glennertobels und ist von der Abzweigung der Strasse nach Luven aus (Postautohaltestelle) zu Fuss über einen Weg in circa 10 Minuten gut erreichbar.

## Anlage

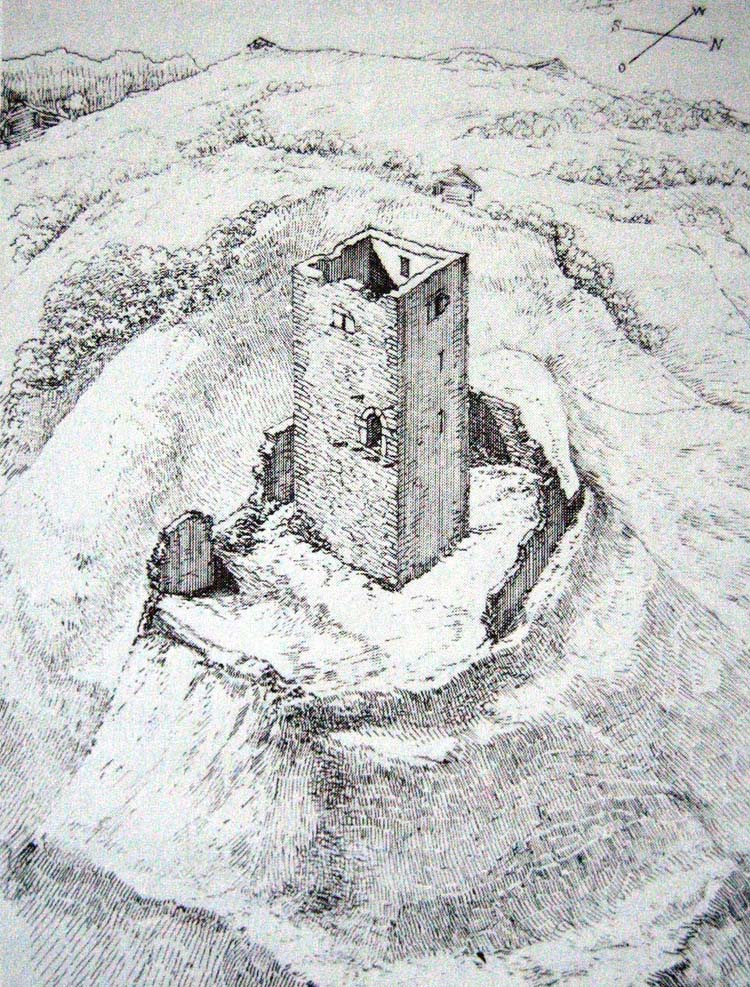
Castelberg um 1896, Zeichnung nach Johann Rudolf Rahn

Der viergeschossige Bergfried hat einen quadratischen Grundriss mit einer Seitenlänge von neun Metern und eine Mauerstärke von rund 1,8 Meter. Das eher unregelmässige Mauerwerk besteht aus Findlingen und Bruchsteinen. Die Ecksteine mit Bossen bestehen zum Teil aus Tuff. Der Turm trug vermutlich einen vorkragenden Oberbau aus Holz. Der rundbogige Hocheingang mit Tuffgewänden in der Nordostwand ist gut erhalten. Die Reste des Aussenverputzes, die noch vor 20 Jahren sichtbar waren, sind praktisch verschwunden. An der Südwestseite liegen auf der Höhe des 4. Stockwerks Reste eines Aborts. Die Steinkonsolen des Erkers sind noch erhalten, die Tür wurde später zugemauert. Der Turm weist nur wenige schartenförmige Fenster auf. Im Innern sind durch eine Öffnung Balkenlöcher erkennbar. Starke Rötungen im Turminnern lassen einen Brand vermuten. Der Turm kann nicht betreten werden.
Überwachsene, zerfallende Reste einer Ringmauer deuten den Umfang der rechteckigen Anlage an. Hinweise auf die Lage eines Eingangstores fehlen. In der talseitigen Ecke des Berings sind schwache Reste eines Nebengebäudes erkennbar.

## Geschichte
Schriftliche Unterlagen über die Geschichte der Anlage gibt es nicht. Der Turm dürfte in der ersten Hälfte des 13. Jahrhunderts entstanden sein. Sondiergrabungen aus den Jahren 1968/69 ergaben nur wenig Kleinfunde (Messerklinge um 1300, Tierknochen, Geschirrfragment), was darauf schliessen lässt, dass die Burg nur kurze Zeit belegt war.
Offenbar diente Castelberg dem bischöflichen Vasallengeschlecht von Castelberg aus der Gegend von Ilanz als Wohnsitz; sie werden 1289 mit Wilhelm erstmals erwähnt. Eine Urkundenstelle von 1391 …ze Luuens ain huob genant colonia sur castiels…. bezieht sich sicher auf Castelberg.
In der Folgezeit erscheinen die von Castelberg öfters in den rätischen Urkunden, meist in Zusammenhang mit dem Bischof. Als dessen Vasallen hatten sie verschiedene Lehen und Ämter inne. Zwischen 1461 und 1468 ist Rudolf von Castelberg als bischöflicher Vogt im Val Lumnezia bezeugt. Die Erweiterung des Besitzes der von Castelberg ins Schams, ins Domleschg und in den Vorarlberg hatte zur Folge, dass die Burg Castelberg im frühen 14. Jahrhundert aufgegeben wurde. Schon im Spätmittelalter war die Burg Ruine.
Um die Wende vom 15. zum 16. Jahrhundert spaltete sich das Geschlecht derer von Castelberg in zwei Linien auf. Ein Zweig blieb in Ilanz, der andere liess sich in Disentis nieder. Die Burg ist noch heute im Besitz der Familie von Castelberg.

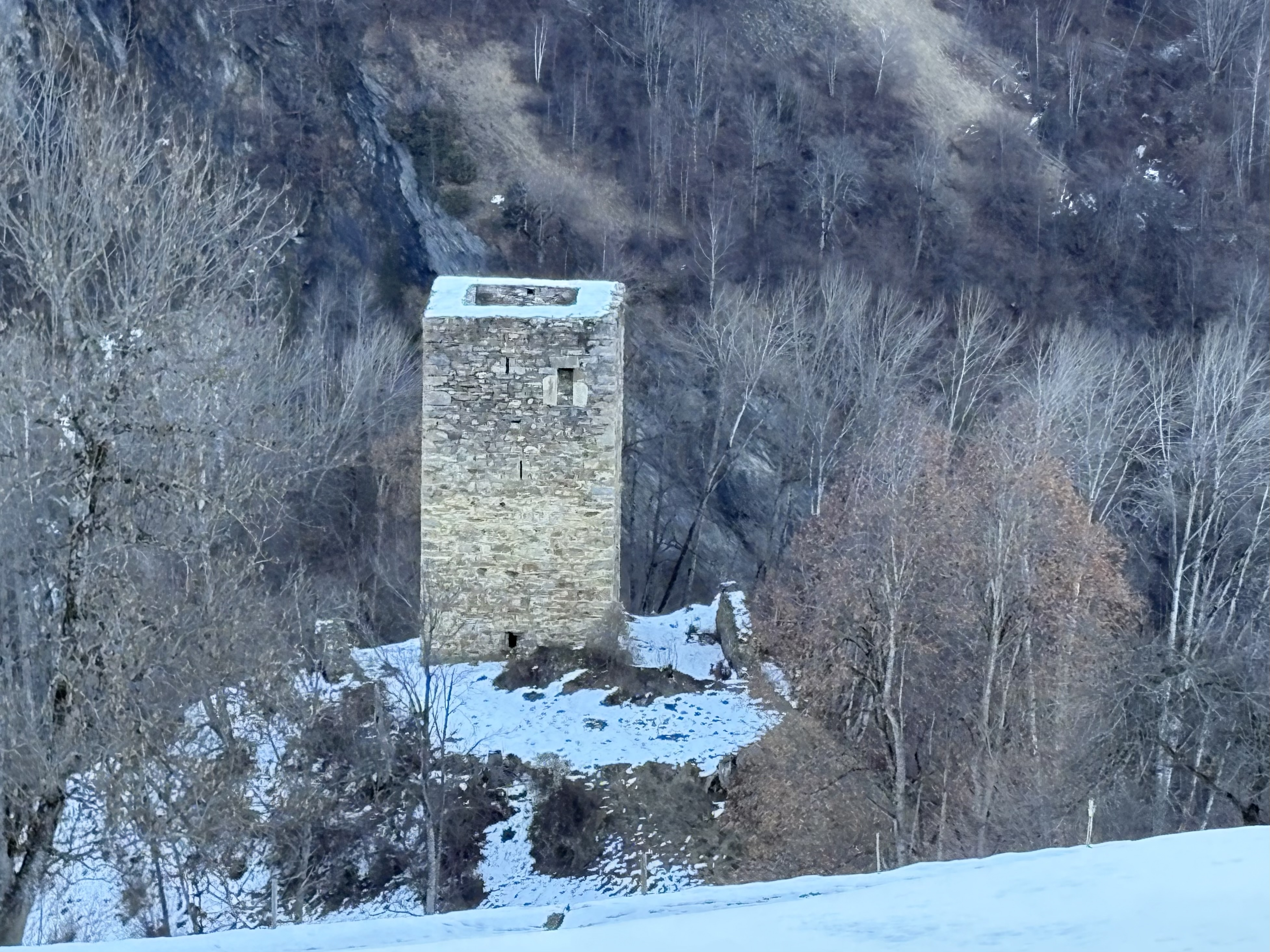
Turm
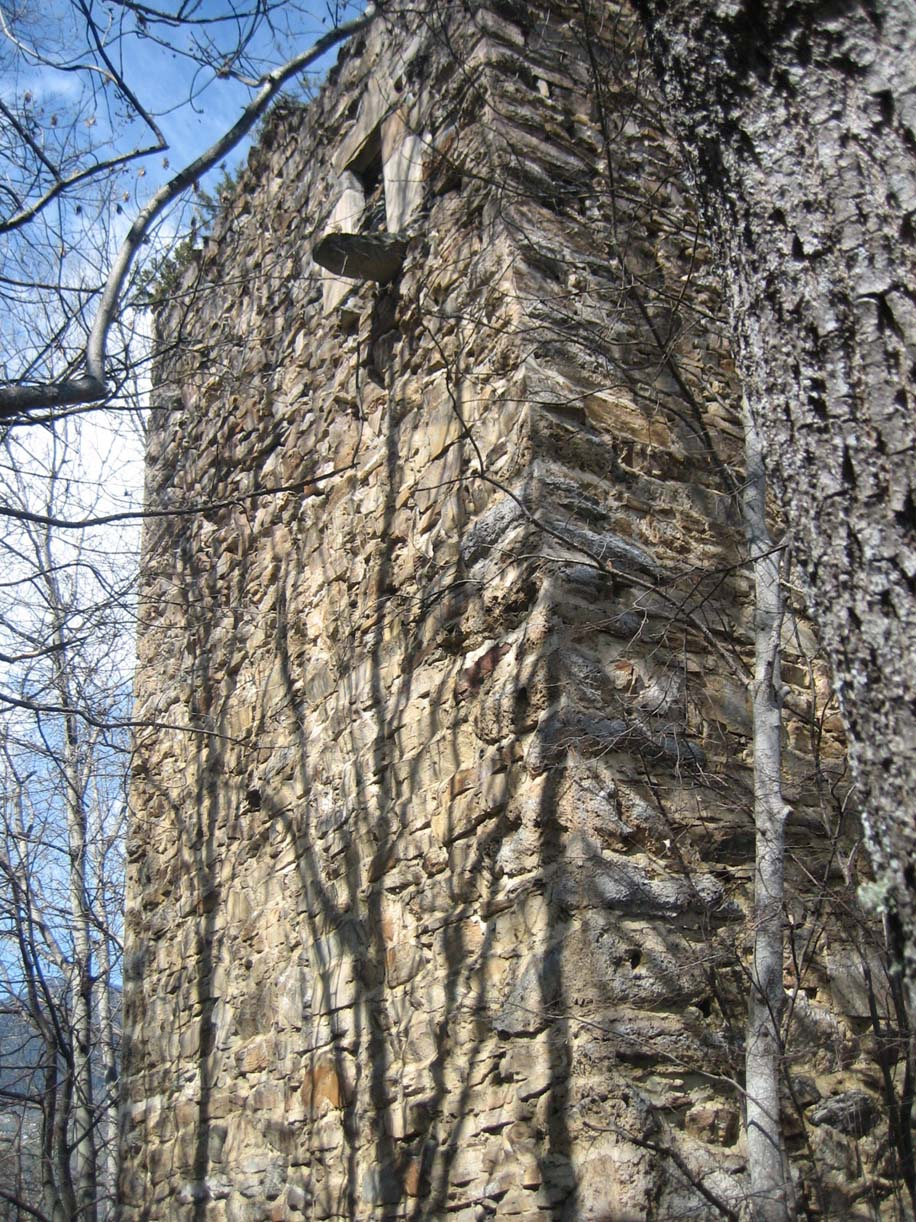
Abort
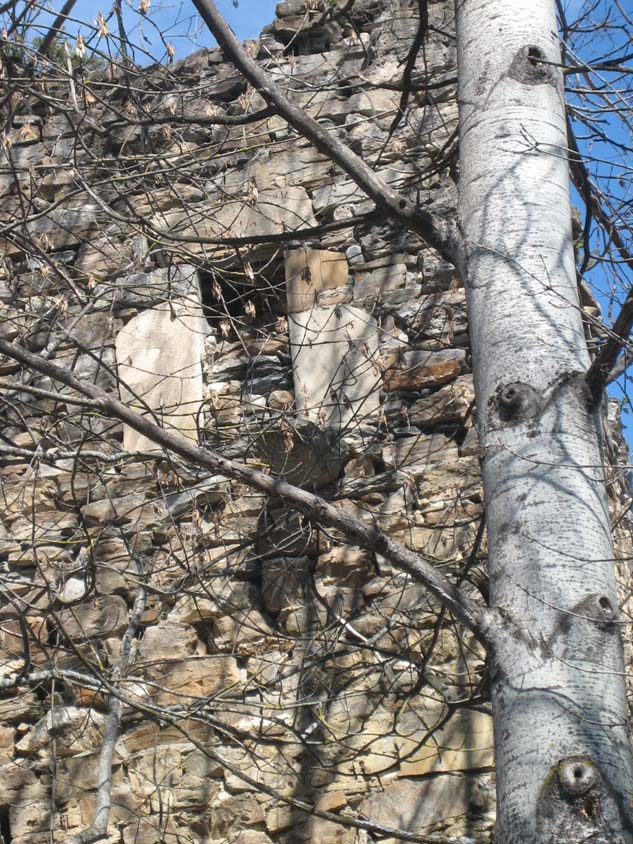
Vermauerte Aborttür
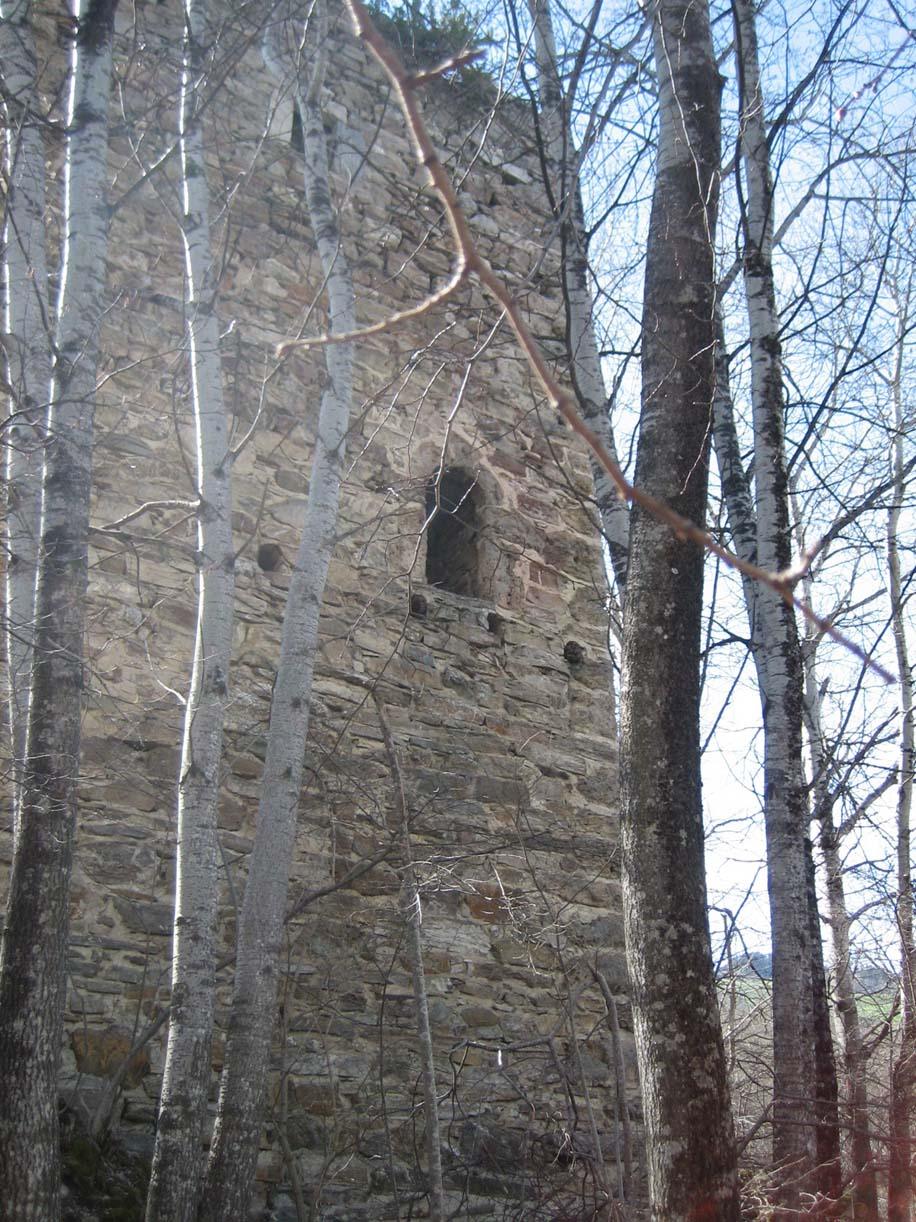
Turm mit Hocheingang
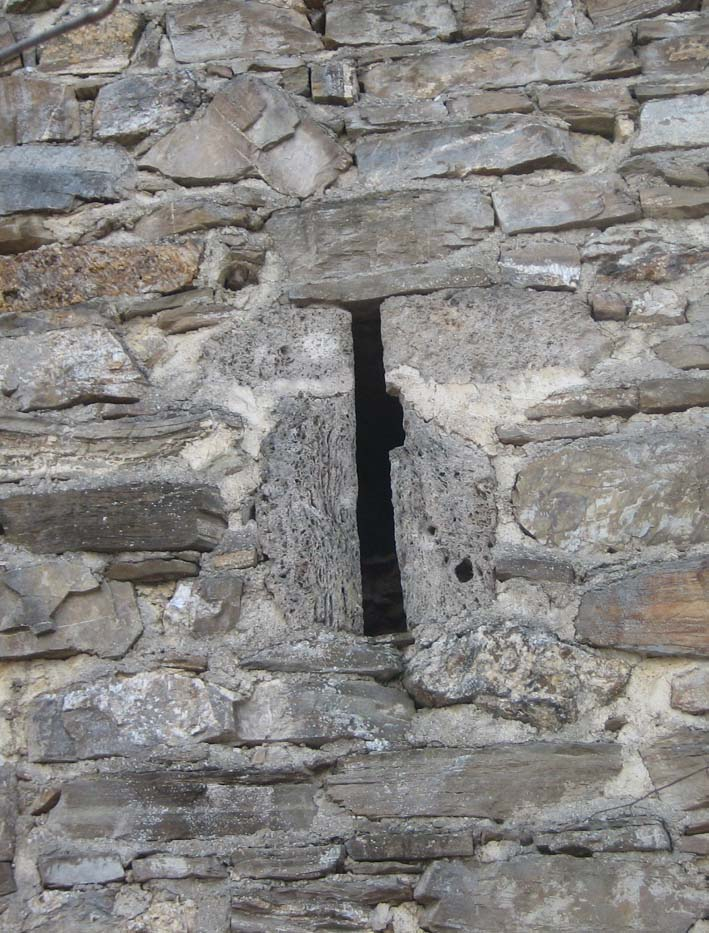
Schiessscharte